# ReTrack
ReTrack (REorganization of Transport networks by advanced RAil freight Concepts) is een Europees gesubsidieerd project. Het doel van ReTrack is om een vervoerwijzekeuze verandering voor het goederenvervoer over het spoor tot stand te brengen die commercieel haalbaar is. 
Als belangrijkste onderdeel van het project behoort de ontwikkeling, implementatie en uitvoering van een innovatieve trans-Europese goederenvervoer raildienst tussen Rotterdam naar Hongarije en Roemenië (Constanța) aan de Zwarte Zee. In 2010 werd begonnen met één trein per week. In 2011 rijden er op het traject tussen Keulen en Györ drie treinen per week. De dienst wordt in Nederland gereden door de Rurtalbahn tussen Emmerich en Oss/Pernis.